# Игрови двигател
Игрови двигател, понякога наричан и гейм енджин (на английски: game engine), е вид софтуер за проектирането и създаването на компютърни игри. Такива компютърни програми се наричат още платформи за създаване на 2D и 3D видеоигри. В зависимост от стила и жанра на играта, се формира графика и се вграждат компоненти и различни графични обекти и алгоритми за извършване на определени действия.

## История
Преди използването на такива програми за създаване на видеоигри са използвани други видове за синтезиране на звук и картина под формата на светлинни импулси и съхраняването му като информационен обект. Първите игрови двигатели се появяват с навлизането на 3D графиката през 1990 г. Първите платформи създават предимно 2D игри и по-късно през 1995 г. компилаторите могат да преобразуват както в 2D, така и в 3D. В днешно време двигателите стават все по-сложи и по-сложни. Резолюцията и детайлността стават все по-високи, набляга се на повече ефекти и възможности и съответно програмите и езикът, с който се компилират стават по-сложни с много повече термини и функционални характеристики.

## Същност
За осъществяване на връзката между потребителя и хардуера се използват първични компютърни езици и компютърни езици, с които се описват графичните алгоритми, графиките и други.

## Архитектура
Основни компоненти на игровия двигател са: основен мениджър, звуков мениджър, мениджър на шрифт, шейдър програмен мениджър, матиален мениджър, редактор на сцени, кеш редактор, редактор на надписи и др.

## Списък на игрови двигатели
- Unity
- Unreal Engine
- Rockstar Advanced Game Engine
- id Tech
- 3D Rad
- Allegro library
- Build engine
- Cube
- Exult
- Gamvas